# Japán gyertyán
A japán gyertyán (Carpinus japonica) a bükkfavirágúak (Fagales) rendjébe, ezen belül a nyírfafélék (Betulaceae) családjába tartozó faj.

## Előfordulása
Japán hegyvidéki erdeiben honos.

## Megjelenése
Terebélyes, 15 méter magasra megnövő lombhullató fafaj. Kérge szürke, sima, idővel sötétbarna, pikkelyes. Levelei tojásdadok, szálasak, 10 centiméter hosszúak, 4 centiméter szélesek, kihegyesedők, fogazottak. Felszínük sötétzöld, sima, a levélfonák szőrös. Virágai tavasszal nyílnak, a porzósak sárgásak, 5 centiméter hosszúak, a termősek aprók és zöldek, hajtásvégiek. A fogazott fellevelekkel körülvett makkok termésfürtjei 6 centiméter hosszúak.

## Képek

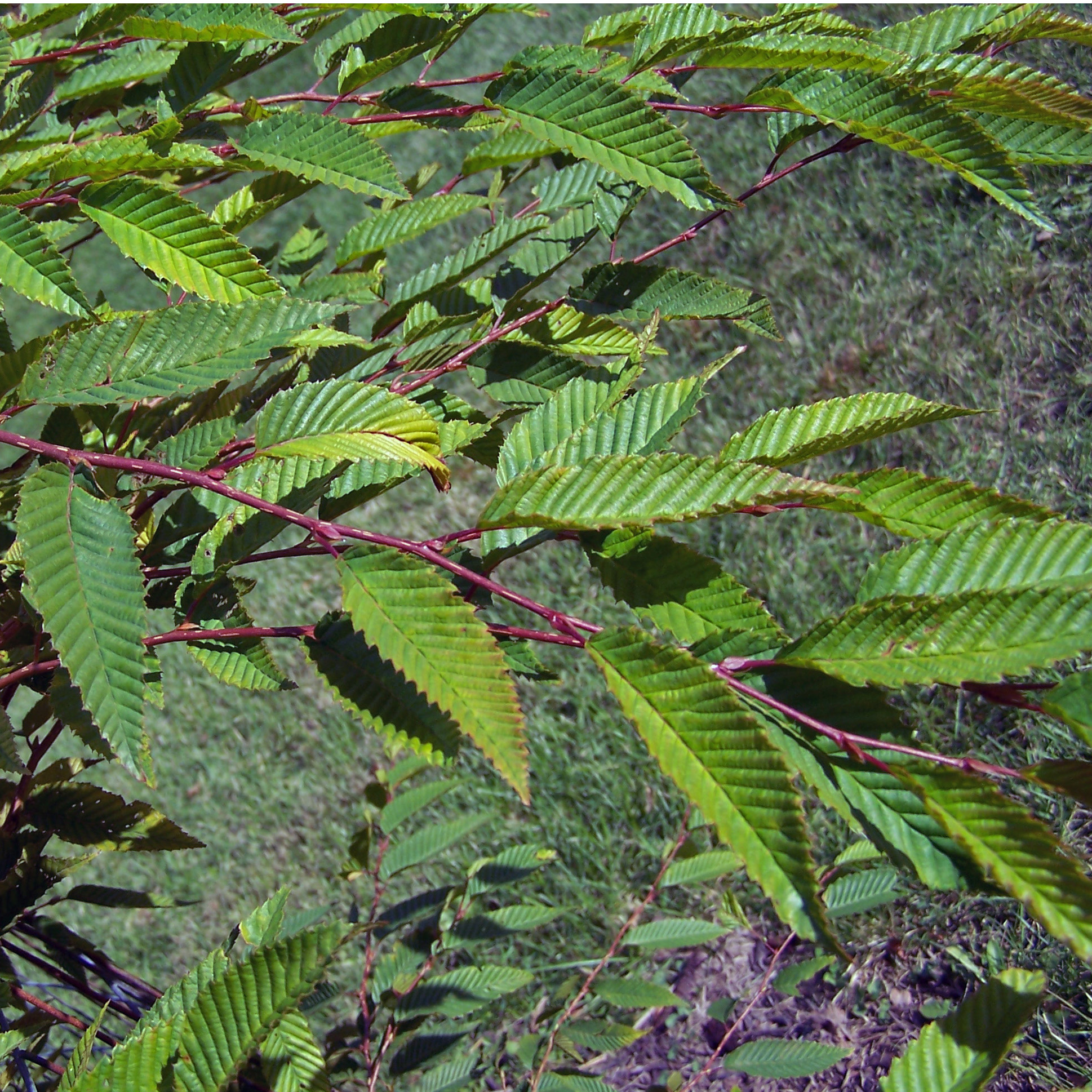
Levele
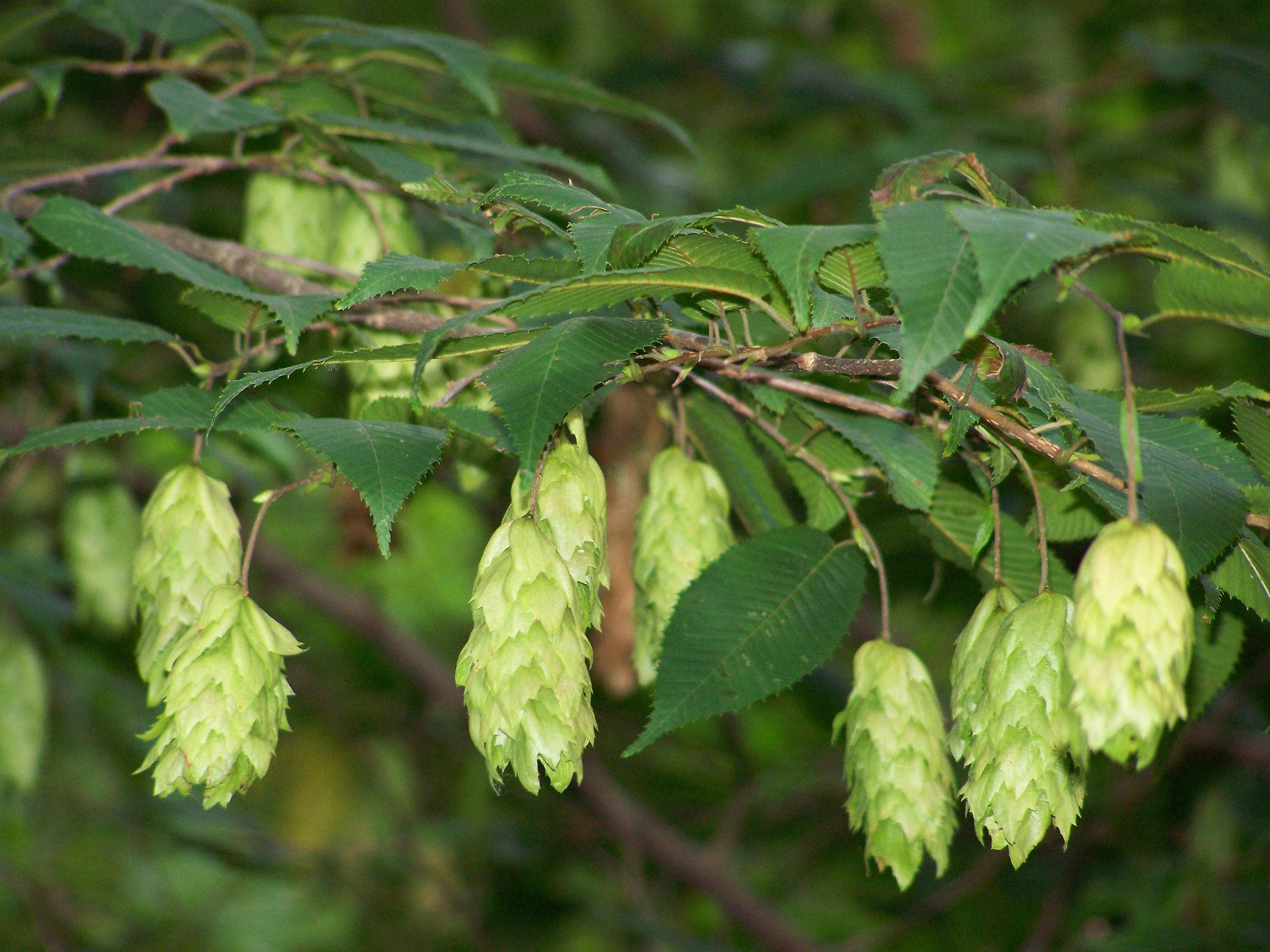
Levele és termése
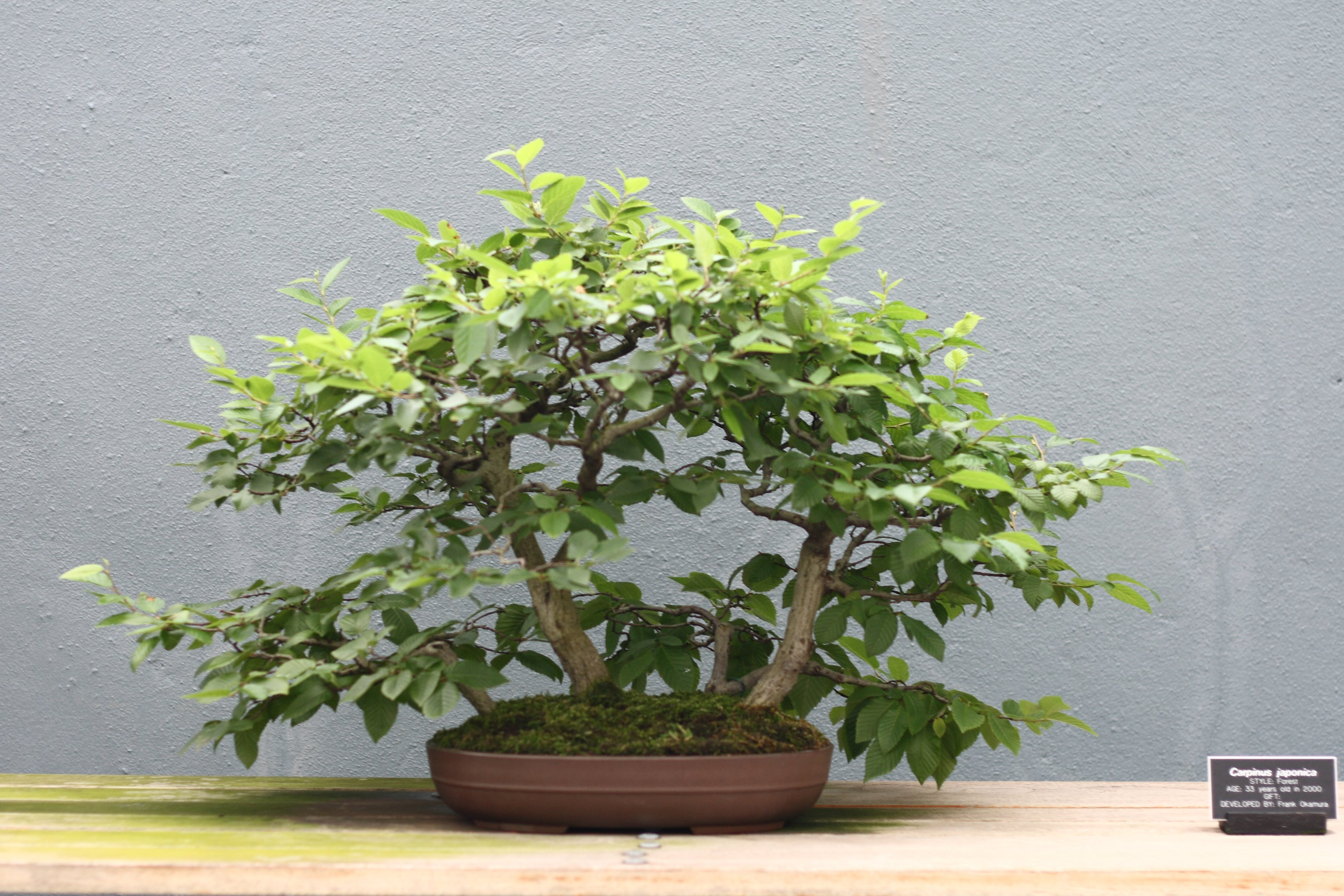
Bonsai-nak nevelve
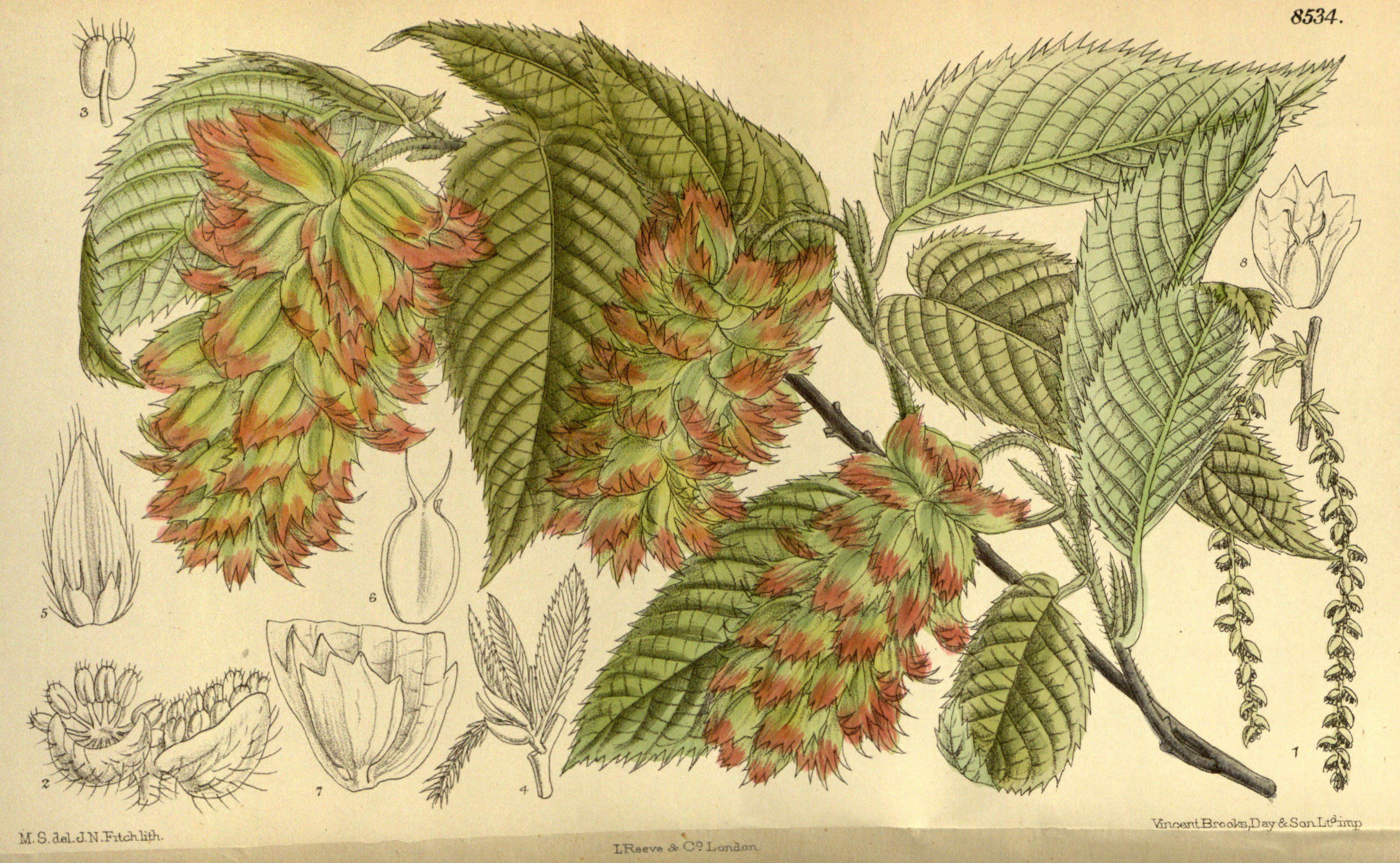
Illusztrációja